# Axams
Axams est une commune autrichienne du district d'Innsbruck-Land dans le Tyrol.

## Patrimoine
- Carnaval avec les Wampeler
- La chapelle Adelshof, où l'on peut voir un chemin de croix réalisé par l'artiste peintre Simona Ertan.